# استديوهات والت ديزني للرسوم المتحركة (باريس)
استديوهات والت ديزني للرسوم المتحركة (باريس) Walt Disney Motion Pictures Group (سابقا مجموعة بوينا فيستا للرسوم المتحركة Buena Vista Motion Pictures Group)  هي مجموعة من الأستوديوهات السينمائية، التابعة لشركة والت ديزني. تم إنشاؤه سنة 1941 ثُم ثَم استيعابها من قبل بوينا فيستا عام 2005 التي تم تغيير ٱسمها عام 2007 إلى أستوديوهات والت ديزني، وذلك بسبب عدم وضوح العلامة التجارية بوينا فيستا، على الرغم من وجودها منذ عام 1953.

## روابط خارجية
- استديوهات والت ديزني للرسوم المتحركة على موقع IMDb (الإنجليزية)

## أنظر كذلك
- أفلام والت ديزني
  - استديوهات والت ديزني للرسوم المتحركة
  - بيكسار
  - ديزني طبيعة
- توتشستون بيكشرز
- هوليوود بيكشرز
- استوديوهات مارفل